# 10825 Augusthermann
10825 Augusthermann este un asteroid din centura principală de asteroizi.

## Descriere
10825 Augusthermann este un asteroid din centura principală de asteroizi. A fost descoperit pe 18 septembrie 1993 la Tautenburg de Freimut Börngen. Asteroidul prezintă o orbită caracterizată de o semiaxă mare de 2,27 ua, o excentricitate de 0,13 și o înclinație de 6,8° în raport cu ecliptica.